# Ceraclea fooensis
Ceraclea fooensis är en nattsländeart som först beskrevs av Martin E. Mosely 1942.  Ceraclea fooensis ingår i släktet Ceraclea och familjen långhornssländor. Inga underarter finns listade i Catalogue of Life.